# デヴィッド・F・サンドバーグ
デヴィッド・F・サンドバーグ（David F. Sandberg, 1981年1月21日 - ）は、スウェーデンの映画監督、映像作家。

## 人生

### 青年期まで
デヴィッド・F・サンドバーグは1981年1月21日にスウェーデンのヨンショーピング市で生まれた。サンドバーグは数多くの映画を見ながら育ち、映画への関心は強くなる一方であった。ついには、父親のカメラを使って自分で映画を撮るようになった。高校生の頃、サンドバーグはビデオ店で働き、貯めたバイト代でカムコーダを購入したのだという。

### アニメ作家・ドキュメンタリー作家として(2006-2013)
20代になったサンドバーグは地元の映画会社、フィルム・イ・ヨンショーピングに就職した。サンドバーグは同社を経営していたスヴァンテ・ロスバーグに師事し、彼から映画製作に関するノウハウを学んだ。
2006年、サンドバーグはネット上に自分の作品を公開するようになった、同年に発表した『Vad tyst det blev…』はYouTubeで170万回の再生を記録した。ネット上で注目を集めた結果、サンドバーグにアニメ作品の仕事のオファーが舞い込むようになり、テレビ番組の製作顧問を務めることになったが、フィルム・イ・ヨンショーピングでの勤務は続けていた。
2009年、サンドバーグはヨーテボリに引っ越し、同地でアニメやドキュメンタリーの製作を行うことになった。2010年、ロスバーグが引退することになったため、同年に公開されたドキュメンタリー作品『Animera = Göra Livlig』がサンドバーグとロスバーグの最後のコラボ作品となった。同作はアニメ映画の製作に打ち込む高齢者を描いたドキュメンタリーであった。2011年、サンドバーグはドキュメンタリー作品『Earth Savers』と『Ladyboy』を発表し、後者はシネクエスト映画祭でプレミア上映された。

### 長編映画の世界へ(2013-)
2013年、サンドバーグはホラー映画の製作に乗り出した。元々、サンドバーグはホラー映画とSF映画を撮ることを目標に映画界に飛び込んだのであって、ドキュメンタリー作家として大成することが最終目標ではなかったのである。しかし、当時のサンドバーグにはホラー映画に携わった実績がなかったため、製作資金の調達に難儀することになった。その結果、サンドバーグは機材を自前で調達することになり、出演者も彼と妻だけになった。出来上がった作品『Cam Closer』はVimeoとYouTubeで公開されたが、その際、サンドバーグはponysmasherというハンドルネームを使用した。その後、サンドバーグは2本目のホラー映画『Lights Out』を製作して公開した。同作は数百万回の再生数を記録し、それに注目した映画界からサンドバーグへのオファーが殺到した。
そんなある日、サンドバーグは映画プロデューサーのローレンス・グレイから『Lights Out』の長編映画化を持ちかけられた。長編映画の脚本はエリック・ハイセラーが執筆することになったが、監督はサンドバーグ自身が務めることになった。そうして出来上がった『ライト/オフ』は2016年6月22日に全米公開され、製作費500万ドルに対して1億ドル以上を稼ぎ出すという驚異的なヒット作になると共に、批評面でも成功を収めた。
2016年3月、サンドバーグは『アナベル 死霊人形の誕生』の監督に起用された。シリーズの前作『アナベル 死霊館の人形』は興行的には成功したものの、批評家からの評価は伸び悩んだが、同作は興行面・批評面の双方で成功を収めた。
2017年2月、サンドバーグはDCエクステンデッド・ユニバースの新作映画『シャザム!』の監督を務めることになった。同作は2019年4月5日に全米公開され、またしても興行的・批評的に成功した。

### 私生活
2013年、サンドバーグは女優のロッタ・ロステンと結婚した。2015年、2人はロサンゼルスに引っ越した。

## 監督作品

### 長編映画
| 年   | 題名                                             | 役名                                          | 備考     |
| ---- | ------------------------------------------------ | --------------------------------------------- | -------- |
| 2016 | ライト/オフ Lights Out                           |                                               |          |
| 2017 | アナベル 死霊人形の誕生 Annabelle: Creation      |                                               |          |
| 2019 | シャザム! Shazam!                                | ミスター・マインド(声) クロコダイル・マン(役) | 声の出演 |
| 2023 | シャザム!〜神々の怒り〜 Shazam! Fury of the Gods | ミスター・マインド                            | 声の出演 |
| 2025 | アンティル・ドーン Until Dawn                    |                                               |          |

### 短編映画
| 年   | 題名                  | 役割 | 役割 | 役割 | 役割 | 役割 | 役割 | 役割 | 備考                         |
| 年   | 題名                  | 監督 | 脚本 | 製作 | 撮影 | 編集 | 作曲 | 出演 | 備考                         |
| ---- | --------------------- | ---- | ---- | ---- | ---- | ---- | ---- | ---- | ---------------------------- |
| 2006 | Vad tyst det blev…    | Yes  | Yes  | Yes  | No   | Yes  | Yes  | Yes  | 少年の声と音響も担当         |
| 2011 | Animera = Göra livlig | Yes  | No   | No   | No   | Yes  | Yes  | No   | ドキュメンタリー作品         |
| 2012 | The Drawing Box       | Yes  | Yes  | Yes  | No   | No   | No   | Yes  | デヴィッドとその父親を演じた |
| 2013 | Ladyboy               | Yes  | No   | No   | Yes  | No   | Yes  | No   | ドキュメンタリー作品         |
| 2013 | Cam Closer            | Yes  | Yes  | No   | Yes  | Yes  | No   | No   |                              |
| 2013 | Lights Out            | Yes  | Yes  | Yes  | Yes  | No   | Yes  | No   |                              |
| 2014 | Pictured              | Yes  | Yes  | No   | Yes  | No   | Yes  | No   |                              |
| 2014 | Not So Fast           | Yes  | Yes  | No   | Yes  | Yes  | No   | Yes  | 男性役で出演                 |
| 2014 | Coffer                | Yes  | Yes  | No   | Yes  | Yes  | No   | No   |                              |
| 2014 | See You Soon          | Yes  | Yes  | No   | Yes  | No   | Yes  | No   |                              |
| 2015 | Attic Panic           | Yes  | Yes  | Yes  | Yes  | Yes  | Yes  | Yes  | 幽霊役で出演                 |
| 2016 | Closet Space          | Yes  | Yes  | Yes  | Yes  | No   | No   | Yes  | デヴィッド役で出演           |

### テレビ番組
| 年   | 題名         | 監督       | 作曲       | アニメーション | 備考                 |
| ---- | ------------ | ---------- | ---------- | -------------- | -------------------- |
| 2011 | Earth Savers | 6 episodes | 5 episodes | 2 episodes     | ドキュメンタリー作品 |